# ULAS J101821.78+072547.1
ULAS J101821.78+072547.1 ist ein Brauner Zwerg der Spektralklasse T5 im Sternbild Leo. Aufgrund des Verhältnisses zwischen absoluter Helligkeit und Spektraltyp wird seine Entfernung auf etwa 30 bis 50 Parsec geschätzt. Die im K-Band gemessene hohe Helligkeit und ein schmaler Peak im Y-Band deuten darauf hin, dass es sich um ein relativ metallreiches Objekt handelt. Das Objekt wurde von Lodieu et al. in den Daten des UKIRT Infrared Deep Sky Survey (UKIDSS) Large Area Survey (LAS) Data Release 1 (DR1) entdeckt und im Jahr 2007 veröffentlicht.